# Imparfinis parvus
Imparfinis parvus är en fiskart som först beskrevs av Boulenger, 1898.  Imparfinis parvus ingår i släktet Imparfinis och familjen Heptapteridae. Inga underarter finns listade i Catalogue of Life.